# Broquiers
Broquiers är en kommun i departementet Oise i regionen Hauts-de-France i norra Frankrike. Kommunen ligger i kantonen Formerie som tillhör arrondissementet Beauvais. År 2022 hade Broquiers 238 invånare.

## Befolkningsutveckling
Antalet invånare i kommunen Broquiers
| Referens: INSEE |